# Медыка

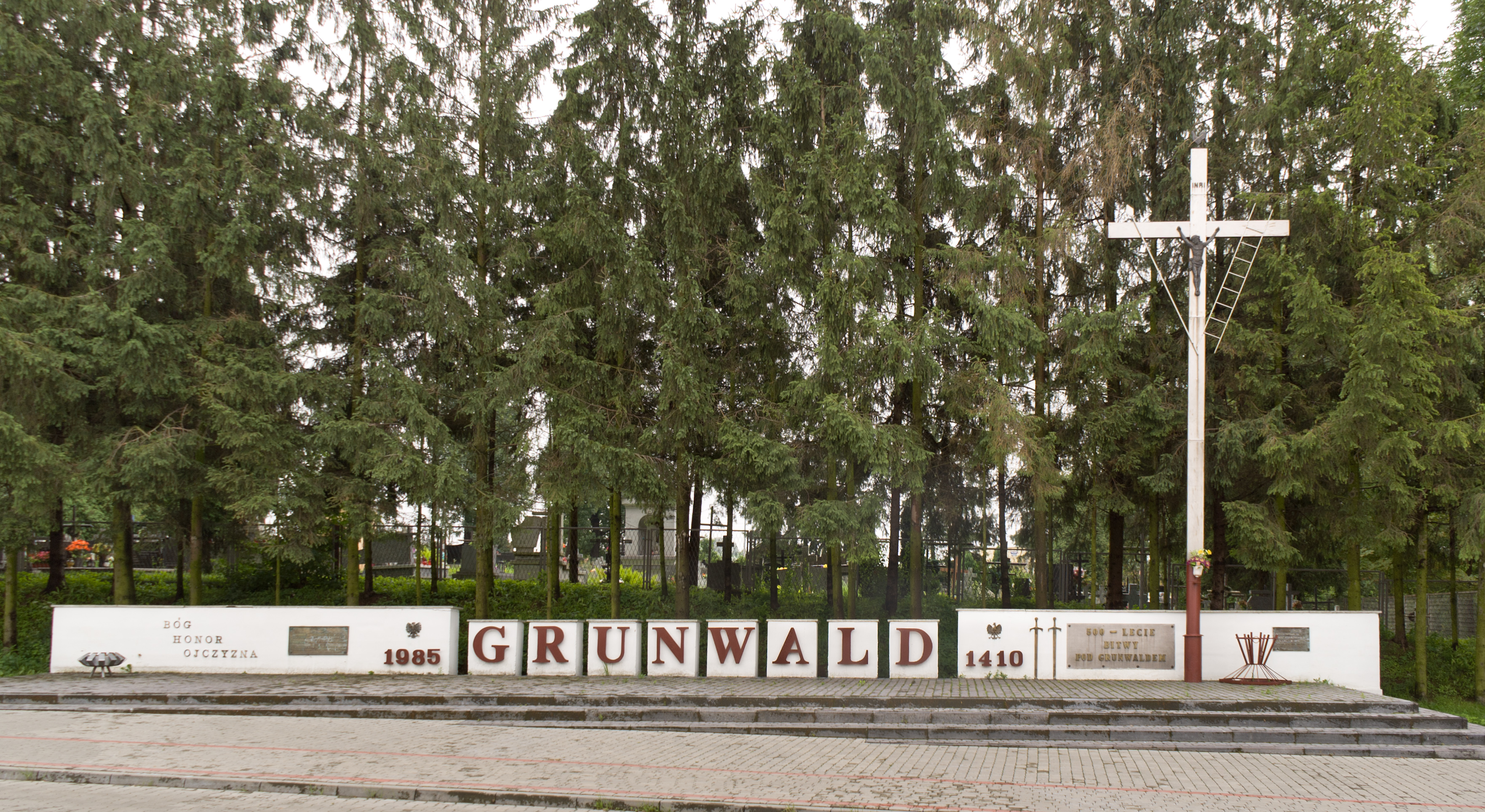
Памятник 500-летию Грюнвальдской битвы в Медыке

Медыка (пол. Medyka) — село в Польше в Перемышльском повяте Подкарпатского воеводства вблизи границы с Украиной. Является центром гмины, Медыка. Находится в 13 км от повятового центра Перемышля и в 72 км от столицы воеводства Ряшева.
В 2011 году население Медыки составляло 2658 чел.

## История

### ВАвстрийской империииАвстро—Венгрии (1772—1918)
После раздела Польши, Медыка перешла к Австрийской империи. В Австро-Венгрии как часть королевства Галиции и Лодомерии.

### ВПольской Республике (1918—1939)
С 23 декабря 1920 года до 28 сентября 1939 года в Польской Республике.
1 сентября 1939 года германские войска напали на Польскую Республику, началась Польская кампания вермахта 1939 года. К середине сентября они продвинулись вглубь территории.
С 17 сентября 1939 года войска Украинского фронта Красной Армии вступили в восточные районы Польской Республики. Поход закончился подписанием 28 сентября 1939 года Договора о дружбе и границе между СССР и Германией.
27 октября 1939 года установлена Советская власть.

### ВСоветском Союзе (1939—1948)
C 14 ноября 1939 года в составе Украинской Советской Социалистической Республики Союза Советских Социалистических Республик.
4 декабря 1939 года образована Дрогобычская область (Указ Президиума Верховного совета СССР от 4 декабря 1939 года). До 1945 ( в 1939—1941 в составе УССР) — польско-еврейско-украинское село в составе Польши. С 27 ноября 1939 года по 15 мая 1948 года — в составе Дрогобычской области УССР. С 17 января 1940 года — центр Медыковского района. (Указ Президиума Верховного совета СССР от 17 января 1940 года).
На 1 сентября 1946 года село, центр Медыковского района в составе Дрогобычской области.

### ВПольской Республике
В мае 1948 года село и Медыковский район из состава СССР переданы в состав Польской Республики (22.07.1952 — 29.12.1989 гг. в Польской Народной Республике).

### Польша
С 1 июня 1975 года по 31 декабря 1998 года село находилось в составе Перемышльского воеводства. С 1 января 1999 года находится в Подкарпатском воеводстве в составе независимой Польши (см. Административная реформа в Польше (1998)). Вблизи села расположен международный автомобильный и пешеходный пункт пропуска через государственную границу с Украиной Медыка — Шегини (Львовская область).

## Известные уроженцы
Уроженец села — режиссёр и театральный деятель Тадеуш Павликовский.